# Giuseppina Croci
Giuseppina Croci (Castano Primo, 1863 – 1955) è stata una lavoratrice italiana impiegata nelle filande seriche di Shanghai alla fine del XIX secolo.

## Biografia
Nativa di Castano Primo, in provincia di Milano, Giuseppina Croci era la prima di dodici figlie di un fabbricante di spazzole. Nel 1890 partì dal suo paese alla volta di Shanghai per lavorare in una filanda di seta diretta da Daniele Beretta, anch'egli lombardo, alle cui dipendenze era già stata in Italia. 
Imbarcatasi a Genova, raggiunse Shanghai dopo trentasette giorni di navigazione e là vi rimase per cinque anni, fino al 1895. 
Durante la traversata tenne un diario del suo viaggio per nave che si concluse con lo sbarco in piena notte, in anticipo rispetto al programma originario (fatto, quest'ultimo, che le causò non pochi problemi nel raggiungere la sua sede di lavoro), in un mondo a lei completamente sconosciuto per lingua e costumi. Del suo soggiorno a Shanghai rimane la narrazione dei giorni immediatamente successivi al suo arrivo in Cina.
Giuseppina Croci, che sapeva leggere e scrivere ma con una certa difficoltà, era un’assistente di filanda, un quadro specializzato in grado di sovrintendere al lavoro delle altre operaie locali. Faceva parte della comunità lombarda di Shanghai, che costituiva un gruppo regionale italiano di spicco in città. I membri della comunità, esponenti di una prestigiosa tradizione di industria serica, erano dotati di una forza finanziaria non trascurabile e furono in grado di fondare un loro club, “Club del Balin”, che in seguito fu reso accessibile a tutti gli italiani.